# Dialog TV
 (juillet 2017).
Le contenu est difficilement compréhensible vu les erreurs de traduction, qui sont peut-être dues à l'utilisation d'un logiciel de traduction automatique.
Dialog TV (DTV) est une entreprise spécialisée dans la télévision par satellite, basée au Sri Lanka. C'est une filiale de Dialog Axiata PLC, Dialog TV a été lancé en juillet 2005 sous le nom de «CBNsat». Il a été renommé Dialog TV en Février 2007 après être acquise par Dialog Axiata PLC.
Dialog TV compte actuellement plus de 700 000 abonnés. Ses principaux concurrents dans le marché de la télévision payante au Sri Lanka sont Dish TV Sri Lanka, qui est une filiale de Dish TV India, Lanka Broadband Networks (LBN) qui fournit des services de télévision par câble en analogique et DVB-C dans des zones sélectionnées au Sri Lanka et PEO TV, qui est une plate-forme IPTV exploitée par Sri Lanka Telecom PLC. 
Dialog TV a une couverture sur l'ensemble du Sri Lanka, du Népal et des pays voisins via le satellite Intelsat-12 (45,0 E). 

## Histoire
Dialog TV exprime son espoir d'élargir rapidement son réseau numérique à d'autres pays voisins.
Dialog TV a signé un accord avec ESPN et Star Sports le 7 Mars 2006 et a lancé les chaînes le 24 Mars 2006. Le bouquet Zee (Zee TV, Zee Café, Zee Cinema, Zee Trendz, Zee Sports, Zee Muzic, Zee Studio) était lancé en Janvier. Al Jazeera English a été lancé le 19 Avril 2007, en remplacement de la chaîne SET.
Le 6 Juin 2006, le département des enquêtes criminelles de la police de Sri Lanka a attaqué les locaux de diffusion de CBNsat et a ordonné de fermer le service. CBNsat a été accusé de ne pas posséder la licence de radiodiffusion correcte DTH et de diffuser la chaîne NTT (des LTTE) sur leur service. CBNsat a également été accusé d'avoir diffusé des contenus pour adultes éventuellement illégaux sur Fashion TV.
Le Ministère des Médias a repris l'affaire lorsque le CID a abandonné ses accusations à la fin de 2006. Il n'a pas été possible de démontrer que CBNsat a diffusé la chaîne NTT car elle a bloqué les chaînes Free To Air des décodeurs de clients et NTT était une chaîne Free To Air.
Le Ministère des Médias ne pouvait prouver aucune des allégations et a finalement été obligé de fournir la licence nécessaire à CBNsat. Pendant ce temps, CBNsat a été paralysé financièrement et a été acquis par Dialog Telekom en Décembre 2006. Le service a finalement été relancé en Février 2007.
En mars 2007, Dialog TV a remporté le droit exclusif de diffuser la Cricket World Cup 2007 au Sri Lanka.
Le troisième transpondeur de Dialog TV a été lancé fin Avril 2007. Le troisième transpondeur est maintenant disponible sur Dialog TV pour tous les abonnés et tous, sauf pour l'une des nouvelles chaînes qui est lancés. Le bouquet STAR a été lancé le 3 Août 2007. STAR Cricket a été ajouté le 7 Août 2007.
Une mise à jour du logiciel a été testée le 8 Juin, mais elle n'a été mise à jour que pour le logiciel du 1er Juin 2006, inclus dans tous les décodeurs vendus à partir de Janvier 2007. La mise à jour de Juillet 2007 a été mise à disposition le 18 Juillet 2007. Cette mise à jour a changé tous les logos et les noms sur le logiciel de "Dialog TV" à partir du précédent "CBNsat". Le logiciel a été automatiquement installé aux décodeurs à 15h00 le 18 Juillet 2007 et à 18h00 et 21h00 le même jour pour ceux qui ont manqué les mises à jour précédentes. Si toutes les mises à jour automatiques ont été manquées, il est possible de mettre à jour le logiciel en utilisant l'option de menu IRD Upgrade sur le décodeur.
À la mi-2012, Dialog TV avait introduit les pionniers des chaînes tamoules du Sud de l'Inde, à savoir Sun TV, KTV et Sun Music.
Le 18 Mai 2015, Dialog TV avait atteint plus de 500 000 abonnés actifs. Pour cette raison, Dialog TV a donné 30 jours d'abonnement gratuit à toutes les chaînes pour tous les abonnés à Dialog TV.

## Services
Dialog TV est un fournisseur de services TV en définition standard (SDTV), de TV haute définition (HDTV) et d'enregistrement vidéo personnel (PVR) au Sri Lanka. Dialog Television offre actuellement 144 chaînes de télévision, dont 7 chaînes HD.
Dialog TV offre 2 options de paiement pour que les clients reçoivent leur service. Les «Per Day Packages» permettent au client de payer des frais de location quotidiens allant de Rs.3 à Rs.12 pour un nombre limité de chaînes. Alternativement, le mode de paiement Postpaid comporte 5 options de bouquet avec des frais de location mensuels compris entre Rs.699 et R9.194 pour un nombre plus élevé de chaînes. 

## Chaînes

### Locales
| Chaînes locales    |
| ------------------ |
| Ada Derana         |
| Channel C          |
| CiTiHitz           |
| CSN                |
| TV Didula          |
| Hiru TV            |
| ITN                |
| TV One (Sri Lanka) |
| Ridee TV           |
| Rupavahini         |
| Shakthi TV         |
| Sirasa TV          |
| Siyatha TV         |
| Swarnavahini       |
| TNL                |
| TV Derana          |
| Varnam TV          |
| Vasantham TV       |
| Rangiri Sri Lanka  |
| 7TH Circuit        |
| Udhayam TV         |

### Religion
| Chaînes religieuse |
| ------------------ |
| EWTN / Verbum TV   |
| God TV / Swarga TV |
| HTv                |
| Peace TV           |
| Shraddha TV        |
| The Buddhist       |

### Films
| Chaînes cinéma           |
| ------------------------ |
| AMC                      |
| Celestial Classic Movies |
| Cinemax                  |
| HBO                      |
| HBO Family               |
| HBO Hits                 |
| HBO Signature            |
| Sundance Channel         |
| Zee Studio               |

### Actualités
| Chaînes d'info |
| -------------- |
| Al Jazeera     |
| BBC World News |
| CNN            |
| NDTV 24x7      |
| Australia Plus |
| BBC World      |
| Bloomberg      |
| CGTN           |
| CNBC           |
| CNN            |
| NDTV           |
| Russia Today   |
| France 24      |

### Sports
| Chaînes sportives      |
| ---------------------- |
| Eurosport              |
| Neo Prime              |
| Neo Sports             |
| Outdoor Channel        |
| Sony ESPN              |
| Sony SIX               |
| Setanta Sports HD      |
| Star Sports 1          |
| Star Sports 2          |
| Star Sports 4          |
| Star Sports HD1        |
| Star Sports HD4        |
| Star Sports Select HD1 |
| Star Sports Select HD2 |
| TEN Golf               |
| TEN Cricket            |
| TEN 1                  |
| TEN 2                  |

### Musique
| Chaînes musicales |
| ----------------- |
| Channel C         |
| MTV               |
| Sun Music         |
| Trace Urban       |
| VH1 India         |
| Zoom              |

### Enfants
| Chaînes enfants |
| --------------- |
| Baby TV         |
| Cartoon Network |
| Discovery Kids  |
| Disney Junior   |
| Nickelodeon     |
| POGO            |
| Toonami         |
| Cinemachi Kids  |
| Nick Jr         |

### Divertissement - Anglais
| Chaîne de divertissement - Anglais |
| ---------------------------------- |
| AXN                                |
| AXN HD                             |
| Comedy Central                     |
| DIVA Universal                     |
| E!                                 |
| FTV                                |
| NDTV Good Times                    |
| STAR World                         |
| Syfy                               |
| Universal                          |
| Warner TV                          |
| Zee Café                           |
| Sony Channel (Asia)                |
| Zee Living                         |

### Divertissement - Tamoul
| Chaîne de divertissement - Tamoul |
| --------------------------------- |
| Cine Thirai TV                    |
| Kalaignar TV                      |
| KTV (India)                       |
| Sirippoli                         |
| Star Vijay                        |
| Sun TV                            |
| Zee Tamil                         |

### Divertissement - Hindi
| Chaîne de divertissement - Hindi |
| -------------------------------- |
| Colors                           |
| Set MAX                          |
| Sony SET                         |
| Star Gold                        |
| Star Plus                        |
| Zee Cinema                       |
| Zee TV                           |
| B4U Movies                       |
| UTV Movies                       |

### Enseignement
| Chaîne d'enseignement |
| --------------------- |
| Nenasa Grade 10       |
| Nenasa Grade 11       |
| Revision TV           |

### Découverte
| Chaîne découverte      |
| ---------------------- |
| Animal Planet          |
| Animal Planet HD World |
| Discovery              |
| Discovery HD World     |
| Discovery Science      |
| Discovery Turbo        |
| Fox Life               |
| History TV 18          |
| Nat Geo                |
| Nat Geo HD             |
| Nat Geo People         |
| Nat Geo Wild           |
| TLC                    |
| TLC HD World           |
| Travelxp               |
| Food Channel           |
| WakuWaku Japan         |